# Vela nos Jogos Olímpicos de Verão de 1960
As competições da vela nos Jogos Olímpicos de Verão de 1960 foram disputadas entre os dias 29 de agosto e 7 de setembro daquele ano no Golfo de Nápoles, no sul do Mar Tirreno, que banha a Itália. O programa de 1960 consistia num total de cinco classes (disciplinas) de vela. Para cada uma das classes do evento foram sete regatas. A navegação foi realizada nos percursos olímpicos do tipo triangular. A partida foi feita no centro de um conjunto de oito marcas numeradas que foram colocadas em um círculo. Durante o procedimento de largada, a sequência das marcas foi comunicada aos velejadores. Ao escolher a marca que estava mais contra o vento, a largada sempre poderia ser feita contra o vento.

## Local
No Golfo de Nápoles, três portos eram utilizados para lançamento e atracação das classes olímpicas: Mergellina, para Finn (Sea Garden) e Flying Dutchman (Posillipo); Borgo Marinari, para Dragon; e Molosiglio, para Star e 5.5 Metre.

## Participantes

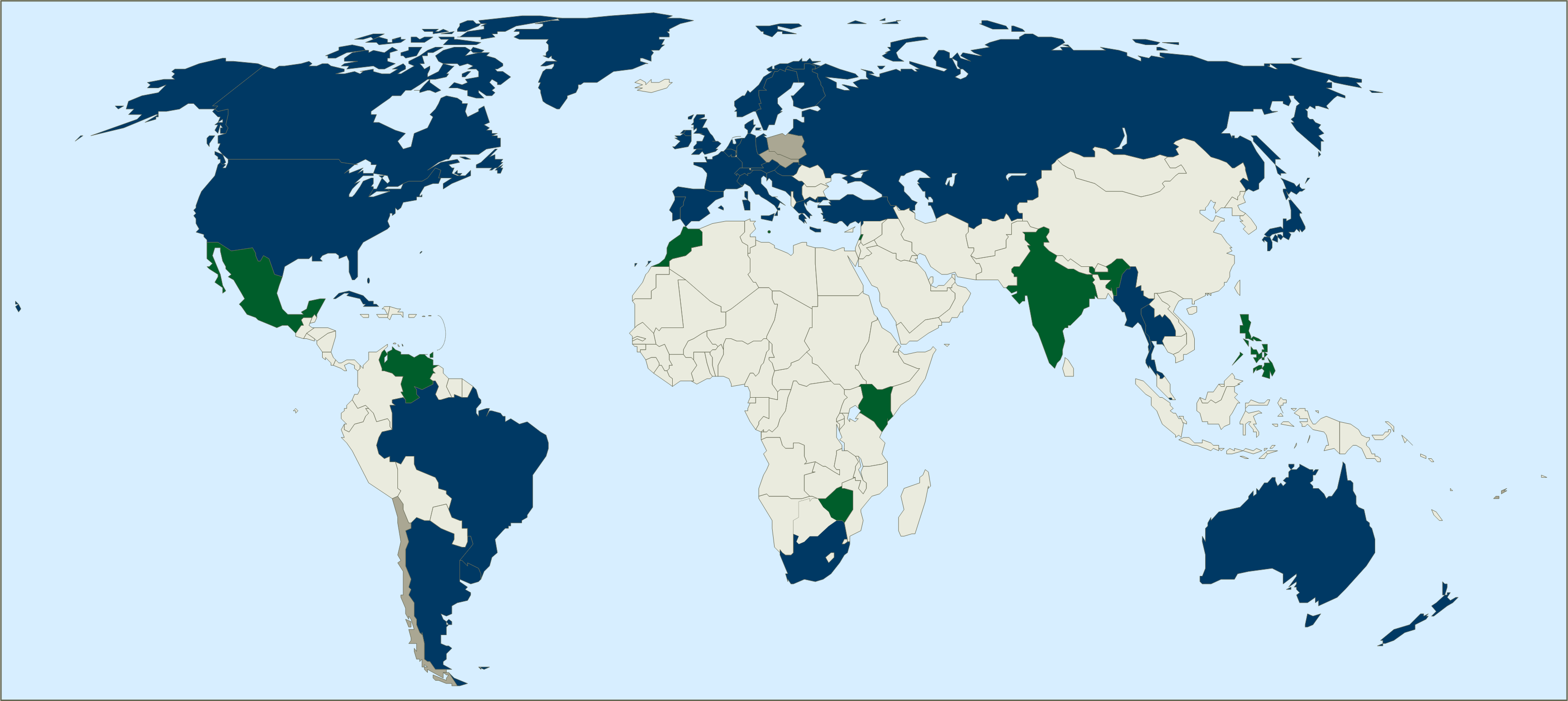
Países participantes da vela nos Jogos Olímpicos de 1960.
Países que participaram pela primeira vez.
Países que já participaram em outras edições.
Países que boicotaram o evento da vela.

- ARG Argentina
- AUS Austrália
- AUT Áustria
- BAH Bahamas
- BEL Bélgica
- BER Bermudas
- BIR Birmânia
- BRA Brasil
- BWI Federação das Índias Ocidentais
- CAN Canadá
- CUB Cuba
- DEN Dinamarca
- ESP Espanha
- FIN Finlândia
- FRA França
- GBR Grã-Bretanha
- EUA Equipe Alemã Unida
- GRE Grécia
- HUN Hungria
- INA Indonésia
- IRL Irlanda
- ITA Itália
- JPN Japão
- KEN Quênia
- LIB Líbano
- MAR Marrocos
- MEX México
- MLT Malta
- MON Mônaco
- NED Países Baixos
- NOR Noruega
- NZL Nova Zelândia
- PHI Filipinas
- POR Portugal
- RHO Rodésia
- RSA África do Sul
- SIN Singapura
- SUI Suíça
- SWE Suécia
- THA Tailândia
- TUR Turquia
- URS União Soviética
- URU Uruguai
- USA Estados Unidos
- VEN Venezuela
- YUG Iugoslávia

## Eventos
| Classe          | Tipo     | Local   | N.º de equipes | Primeira exibição |
| --------------- | -------- | ------- | -------------- | ----------------- |
| Finn            | bote     | Nápoles | 35             | 1952              |
| Flying Dutchman | bote     | Nápoles | 31             | 1960              |
| Star            | keelboat | Nápoles | 26             | 1932              |
| Dragon          | keelboat | Nápoles | 27             | 1948              |
| 5.5 Metre       | keelboat | Nápoles | 19             | 1952              |

## Medalhistas
| Evento                   | Ouro                                                                 | Prata                                                                 | Bronze                                                           |
| ------------------------ | -------------------------------------------------------------------- | --------------------------------------------------------------------- | ---------------------------------------------------------------- |
| Finn detalhes            | Paul Elvstrøm DEN Dinamarca                                          | Aleksander Tšutšelov URS União Soviética                              | André Nelis BEL Bélgica                                          |
| Flying Dutchman detalhes | Peder Lunde Jr. Bjørn Bergvall NOR Noruega                           | Hans Fogh Ole Erik Petersen DEN Dinamarca                             | Rolf Mulka Ingo von Bredow EUA Equipe Alemã Unida                |
| Star detalhes            | Timir Pinegin Fyodor Shutkov URS União Soviética                     | Mário Quina José Manuel Quina POR Portugal                            | William Parks Robert Halperin USA Estados Unidos                 |
| Dragon detalhes          | Príncipe Constantino Odysseus Eskidioglou Georgios Zaimis GRE Grécia | Jorge Salas Chávez Héctor Calegaris Jorge del Río Salas ARG Argentina | Antonio Cosentino Antonio Ciciliano Giulio De Stefano ITA Itália |
| 5.5 Metre detalhes       | George O'Day James Hunt David Smith USA Estados Unidos               | William Berntsen Steen Christensen Sören Hancke DEN Dinamarca         | Henri Copponex Pierre Girard Manfred Metzger SUI Suíça           |

## Quadro de medalhas
| Ordem | País                   | Medalha de ouro | Medalha de prata | Medalha de bronze |    | Ordem por total |
| ----- | ---------------------- | --------------- | ---------------- | ----------------- | -- | --------------- |
| 1     | DEN Dinamarca          | 1               | 2                |                   | 3  | 1               |
| 2     | URS União Soviética    | 1               | 1                |                   | 2  | 2               |
| 3     | USA Estados Unidos     | 1               |                  | 1                 | 2  | 2               |
| 4     | GRE Grécia             | 1               |                  |                   | 1  | 4               |
| 4     | NOR Noruega            | 1               |                  |                   | 1  | 4               |
| 6     | ARG Argentina          |                 | 1                |                   | 1  | 4               |
| 6     | POR Portugal           |                 | 1                |                   | 1  | 4               |
| 8     | BEL Bélgica            |                 |                  | 1                 | 1  | 4               |
| 8     | ITA Itália             |                 |                  | 1                 | 1  | 4               |
| 8     | SUI Suíça              |                 |                  | 1                 | 1  | 4               |
| 8     | EUA Equipe Alemã Unida |                 |                  | 1                 | 1  | 4               |
| TOTAL | TOTAL                  | 5               | 5                | 5                 | 15 | —               |